# Hıdır Eren Çelik

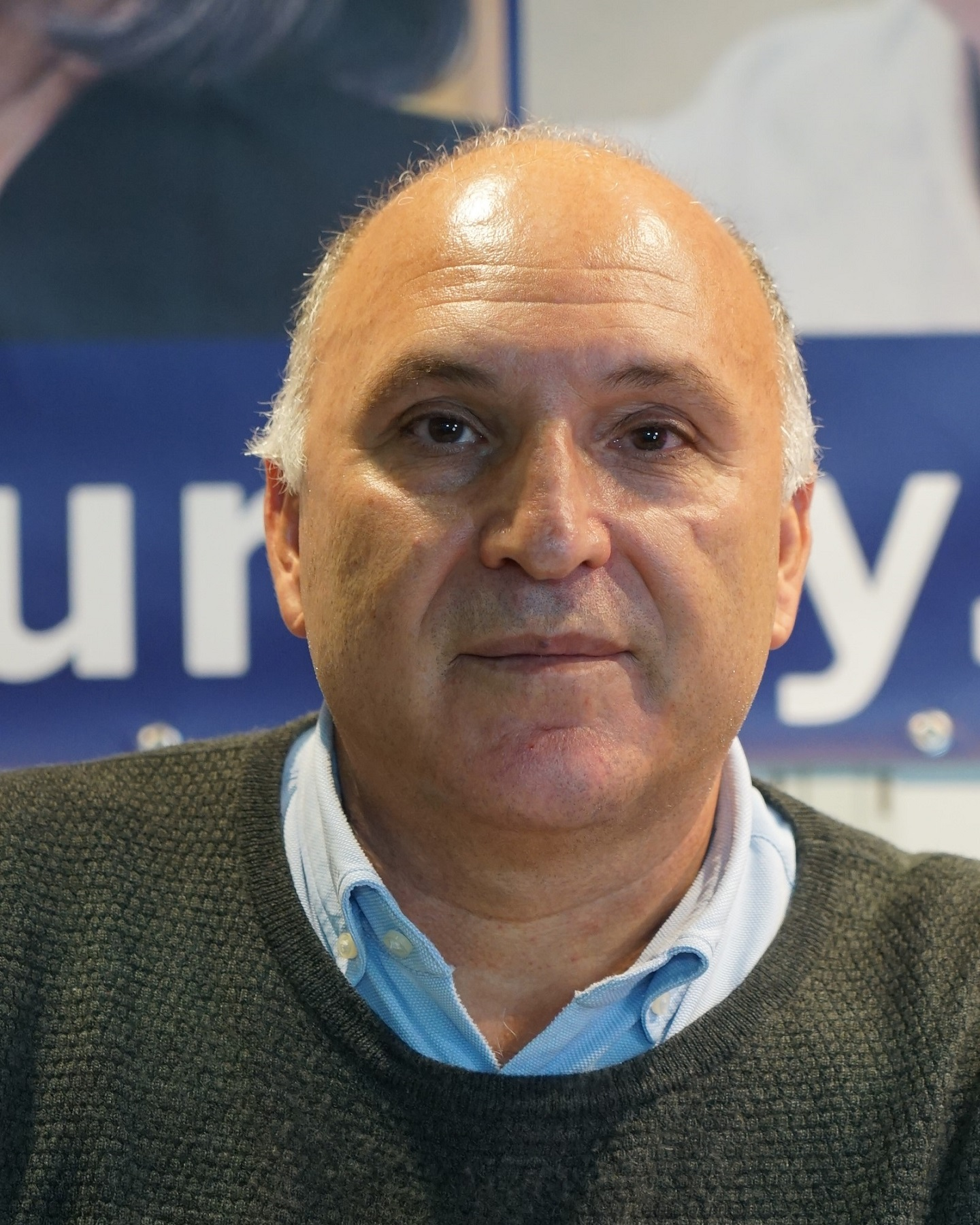
Hıdır Eren Çelik (2021)

Hıdır Eren Çelik (* 16. Juni 1960 in Tunceli, Türkei) ist ein deutschsprachiger Schriftsteller, Soziologe und Journalist.

## Leben
Die Eltern Çeliks gehörten zur ersten Gastarbeiter-Generation. Hıdır blieb bis zu seinem Abitur in der Türkei und kam erst gegen Ende 1978 nach Deutschland. Zunächst arbeitete er, mit vielen anderen Migranten, in einer Metallfabrik. 1985 nahm er ein Studium der Politikwissenschaft, Soziologie und Germanistik auf. Mit einem Stipendium der Hans-Böckler-Stiftung promovierte er 1995 bei Hans-Adolf Jacobsen in Bonn über „Die Migrationspolitik bundesdeutscher Parteien und Gewerkschaften.“ 2018 habilitierte er beim Universitätsrat der Hochschulen der Türkei zum Thema „EU-Türkei-Beziehungen“.
Çelik ist heute Leiter der Evangelischen Migrations- und Flüchtlingsarbeit des Ev. Kirchenkreises Bonn, und er war von 1995 bis März 2018 Vorsitzender des Bonner Instituts für Migrationsforschung und Interkulturelles Lernen (BIM) e. V. Seit 1999 hat er einen Lehrauftrag an der Universität zu Köln im Fachbereich Interkulturelle Pädagogik (heute: Interkulturelle Bildungsforschung) und ist Mitglied im Verband deutscher Schriftsteller (VS).
Hıdır E. Çelik ist auch gesellschaftspolitisch aktiv. So war er z. B. von 2004 bis 2010 Vorsitzender des Deutschen Mieterbundes Bonn/Rhein-Sieg/Ahr und ist seit November 2004 als Gründungsmitglied und Vorsitzender der Evangelischen Stiftung für Migrationsarbeit (ESMA) aktiv. Im November 2010 rief er mit einer Gruppe Akademiker aus der türkischen Provinz Tunceli die Dersimstiftung für akademischen Austausch in Europa ins Leben.
Çelik ist Vater zweier Söhne, die in Bonn geboren sind.

## Werk
Çelik hat diverse Bücher verfasst; neben der Herausgabe mehrerer Sachbücher zu Migrationsthemen veröffentlichte der Soziologe ab 1982 Gedichtbände, später auch Märchen, Kurzgeschichten und Satiren. Er schrieb schon als Schüler Gedichte und Prosatexte auf Türkisch. Seit 1990 schreibt und veröffentlicht er jedoch nur noch auf Deutsch. In seinen Texten kreist er wie in seinem beruflichen Alltag „wie ein Vogel um die Themen Flucht, Kriege, Armut“, setzt sich für Menschen ein, „die Diskriminierung im Alltag“ erleben, in der Hoffnung, „dass es eines Tages nur noch eine Heimat der Heimatlosen geben wird, in der nicht mehr nach Nationalität oder Hautfarbe differenziert wird.“
Hıdır E. Çelik wurde am 4. April 2006 vom Landschaftsverband Rheinland für seine Verdienste sowohl im kulturellen/literarischen Bereich als auch für die Förderung des interkulturellen Zusammenlebens der Kulturen mit dem Rheinlandtaler Kulturpreis ausgezeichnet.
„Als ‚Grenzgänger‘ zwischen Morgenland und Abendland, zwischen islamischer und christlicher Religion, immer aber als Akteur und Impulsgeber haben Sie sich zwischen den unterschiedlichen Kulturen bewegt und für eine Migrationspolitik geworben, die über den Tag, über den Alltag hinausschaut. (…) Literatur ist ein ausgezeichnetes Mittel, Verbindungen zu schaffen, Verbindungen zwischen den Kulturen, zwischen Entfernungen, zwischen Völkern. Die Liebe zur Literatur ist immer auch eine Liebe zu den Menschen – Literatur baut Brücken und nicht zuletzt das haben Sie als Wunsch für die Zukunft formuliert.“
Çelik ist Initiator der Bonner Buchmesse Migration, die alle zwei Jahre im Haus der Geschichte stattfindet. Für sein gesellschaftspolitisches sowie literarisches Engagement wurde Çelik vom Bundespräsidenten mit dem Bundesverdienstkreuz am Bande ausgezeichnet. Das Verdienstkreuz wurde am 22. Juni 2016 in Düsseldorf durch die Ministerpräsidentin von Nordrhein-Westfalen, Hannelore Kraft, ausgehändigt.
Von 21. Oktober 2017 bis Ende Januar 2023 war er Mitglied des Stiftungsrates der Stiftung Mitarbeit. Seit Oktober 2022 Mitglied des PEN-Zentrums Deutschland.

## Bibliografie

### Belletristik
- Tükenmedim Kanli Kavgalar icinde. Gedichte-Türkisch. 1985.
- Hasretimden Kesitler. Gedichte-Türkisch. Istanbul 1991.
- Suche in der Fremde. Gedichte. Protext-Verlag, Bonn 1992, ISBN 3-929118-00-9.
- Mein Gott ist schwarz. Gedichte. Free Pen Verlag, Bonn 1999, ISBN 3-933672-02-3.
- Der kleine Fisch auf der Flucht. Free Pen Verlag, Bonn 2000, ISBN 3-933672-00-7.
- Sa(u)tierisch – satirisch aber ernst: Die Angst vor den Inländern. Satiren. Free Pen Verlag, Bonn 2001, ISBN 3-933672-06-6.
- Mein Gott ist schwarz. Gedichte. 2. Auflage. Free Pen Verlag, Bonn 2007, ISBN 978-3-933672-04-9.
- Der Apfelbaum und der kleine Vogel. Märchen in Deutsch und Türkisch. Free Pen Verlag, Bonn 2007, ISBN 978-3-938114-31-5.
- Der Fluss meiner Träume. Lebensreise eines Wanderers. Free Pen Verlag, Bonn 2008, ISBN 978-3-938114-37-7.
- Der Dichter und die Feldblume. Märchen Deutsch-Türkisch. Mit Illustrationen von Lena Lazuli Franco. Free Pen Verlag, 2010, ISBN 978-3-938114-58-2.
- Le poète et la fleur des champs. Märchen, deutsch-französisch. Mit Illustrationen von Lena Lazuli Franco 2012, 32 S., Free Pen Verlag, ISBN 978-3-938114-75-9.
- Nomaden. Gedichte. Free Pen Verlag, Bonn 2012, ISBN 978-3-938114-76-6.
- Vasilios, der kleine Fischer. Märchen. Deutsch. Mit Illustrationen von Alp Gürhan Yalciner. Free Pen Verlag, Bonn 2014, ISBN 978-3-945177-13-6.
- Oma, wie kann ein Mensch ein Engel sein? Mit Illustrationen von Alp Gürhan Yalciner. Free Pen Verlag, Bonn 2016, ISBN 978-3-945177-33-4.
- My God is black.Poems. E-Book. Free Pen Verlag, Bonn 2016, ISBN 978-3-945177-15-0.
- Ich stehe vor deinen Toren. Gedichte zu Flucht, Vertreibung, Krieg und Frieden. Free Pen Verlag, Bonn Mai 2017, ISBN 978-3-945177-46-4.
- Begegnung.Ilyas´ Reise nach Dersim, ins Land seiner Großeltern. Mit Illustrationen von Jonas Sassin.Bonn Februar 2023, ISBN 978-3-945177-96-9.

### Sachbücher und -artikel
Als Autor
- Die Migrationspolitik bundesdeutscher Parteien und Gewerkschaften. Eine kritische Bestandsaufnahme ihrer Zeitschriften 1980–1990. Protext-Verlag Bonn 1995, ISBN 3-929118-33-5.
- mit Almut Schubert: 30 Jahre Migration – 30 Jahre Frauen in der Fremde. Migrantinnen in der Region Köln-Bonn. Protext-Verlag, Bonn 1995, ISBN 3-929118-32-7.
- Vielfalt der Kulturen-Vielfalt der Sprachen in der Einwanderungsgesellschaft. Eine Brücke zur Völkerverständigung und zur Einheit der Gesellschaft. In: Hıdır Çelik (Hrsg.): Mehrsprachigkeit. Aspekte und Standpunkte. Free Pen Verlag, Bonn 1999, S. 7–30.
- mit F. Röcher-Gilson: Wi(e)der AusländerInnen-Feindliches in Bonn. Ergebnisse eines Projektes. 1992.
- Gemeinde: ein Ort der Begegnung, ein Ort der Gestaltung des Zusammenlebens in Vielfalt. In: Institut für Kulturpolitischen Gesellschaft e.V. (Hrsg.): Beheimatung durch Kultur. Kulturorte als Lernorte interkultureller Kompetenz. Kulturpolitische Gesellschaft/Klartext Verlag, Bonn / Essen 2007, ISBN 978-3-89861-778-9, S. 136–141.
- Einwanderung zwischen Assimilation und Ghetto. Arbeitsmigration aus der Türkei in die Bundesrepublik Deutschland. Free Pen-Verlag, Bonn 2009, ISBN 978-3-938114-45-2.
- Perspektivwechsel zur interkulturellen Vielfalt -ein Begriffs-,Handlungs- und Gestaltungsdiskurs. In: Hıdır Çelik (Hrsg.): Handbuch zur interkulturellen Arbeit. Aspekte, Erfahrungen, Perspektiven. Free Pen-Verlag, Bonn 2011, S. 11–56.
- mit Mika Wagner: Dersim-Aleviten in Deutschland. Gelebter Glaube oder verlorene Identität? Eine Orientierungshilfe für Forschung und Arbeit mit Aleviten aus der Region Dersim/Türkei. Free Pen-Verlag, Bonn 2014, ISBN 978-3-938114-93-3.
- Flüchtlingsarbeit in den Kommunen – Eine Herausforderung für Politik und Gesellschaft. Beitrag in: bpb: Bundeszentrale für politische Bildung 2015 Link
- Meine Gemeinde. Deine Gemeinde. Unsere Gemeinde. Glauben in kultureller Vielfalt leben. In: Hıdır Çelik (Hrsg.): Wir miteinander, Neue Impulse im christlich-islamischen Dialog, Free Pen Verlag, Bonn 2018, ISBN 978-3-945177-65-5, S. 15–29
- Die Augenblicke der Einsamkeit. in: Hax-Schoppenhorts, Thomas (Hrsg.): Das Einsamkeits-Buch, Hogrefe Verlag, Bern 2018, ISBN 978-3-456-85793-0
- Gebot der Stunden. Leben in Würde ermöglichen. Erfahrungen aus der Migrations- und Flüchtlingsarbeit in Bonn. In: EMFA/Integrationsagentur Bonn (Hrsg.): Behinderung und Krankheit im Kontext von Migration und Flucht. Dimensionen und neue Wege der Selbsthilfe und Beratung. Freepen Verlag, Bonn 2019, ISBN 978-3-945177-66-2, S. 38–49
- Interkulturelle Öffnung und Flüchtlingsarbeit – Eine kritische Betrachtung. In: Stiftung Mitarbeit (Hrsg.) Engagiert für Integration. Demokratische Teilhabe in der Einwanderungsgesellschaft. Verlag Stiftung Mitarbeit Bonn, 2019, ISBN 978-3-941143-38-8, S. 42–69
- Dersim: Geburtsstätte der alevitischen Legenden, Xızır (Hızır)-Kult und Réya-Xaq-Glaube, Free Pen Verlag, Bonn 2019, ISBN 978-3-945177-67-9.
- Perspektiven für eine religiöse und kulturelle Vielfalt in der Gesellschaft, in: Alevitische Gemeinde Deutschland (AABF).: Vom Streitkulturen zur Streitkultur. Gemeinsam für eine demokratische Gesellschaft der Vielfalt streiten, Köln 2020, S. 41–48
- Vorwort zum Projekt. in: EMFA/Integrationsagentur (Hg.) Enkelkinder erzählen Geschichten über ihre Großeltern, Free Pen Verlag, Bonn 2021, ISBN 978-3-945177-89-1, S. 3–5.
- Aydın, Murat / Celik, Hıdır E. : Göç ve Dışsallığın Türkiye ve Almanya ekonomisi üzerine etkisine yönelik nitel bir araştırma: Bonn örneği ,in: Koç, Şevket Alper / Şiriner Önver,Makbule : "Logic" of Our Age: The Individual and Society in the Market`s Grasp, S. 153–173, Türkei 2015
- Einführung zum Buch 60 Jahre Arbeitsmigration aus der Türkei in die Bundesrepublik Deutschland: Erfahrungen - Aspekte - Perspektiven, in: Celik, Hıdır (Hrsg.), 60 Jahre Arbeitsmigration aus der Türkei in die Bundesrepublik Deutschland: Erfahrungen - Aspekte - Perspektiven, S. 7-21, Free Pen Verlag, Bonn 2021, ISBN 978-3-945177-91-4
- Die Ursachen der Arbeitsmigration aus der Türkei ab 1960 und die Folgen für das Land, in: Celik, Hıdır (Hrsg.), 60 Jahre Arbeitsmigration aus der Türkei in die Bundesrepublik Deutschland: Erfahrungen - Aspekte - Perspektiven, S. 22–56, Free Pen Verlag, Bonn 2021, ISBN 978-3-945177-91-4
- Die Entwicklung der deutsch-türkischen Beziehungen seit dem Ersten Weltkrieg - Ein Überblick, in: Celik, Hıdır (Hrsg.), 60 Jahre Arbeitsmigration aus der Türkei in die Bundesrepublik Deutschland: Erfahrungen - Aspekte - Perspektiven, S. 57–75, Free Pen Verlag, Bonn 2021, ISBN 978-3-945177-91-4
- Autobiografie von Emine Balfi, einer Gastarbeiterin der ersten Stunde: Maulbeerstock und Minirock, in: Celik, Hıdır (Hrsg.), 60 Jahre Arbeitsmigration aus der Türkei in die Bundesrepublik Deutschland: Erfahrungen - Aspekte - Perspektiven, S. 293–339, Free Pen Verlag, Bonn 2021, ISBN 978-3-945177-91-4
- Mein Vater, der Gastarbeiter: Die Geschichte einer Familie, in: Celik, Hıdır (Hrsg.), 60 Jahre Arbeitsmigration aus der Türkei in die Bundesrepublik Deutschland: Erfahrungen - Aspekte - Perspektiven, S. 340–360, Free Pen Verlag, Bonn 2021, ISBN 978-3-945177-91-4
- Schlusswort zum Buch 60 Jahre Arbeitsmigration aus der Türkei in die Bundesrepublik Deutschland: Erfahrungen - Aspekte - Perspektiven, in: Celik, Hıdır (Hrsg.), 60 Jahre Arbeitsmigration aus der Türkei in die Bundesrepublik Deutschland: Erfahrungen - Aspekte - Perspektiven, S. 368–382, Free Pen Verlag, Bonn 2021, ISBN 978-3-945177-91-4
- Küresel Göç ve Göç Hareketleri.Karşılaştırmalı Kısa Bir Değerlendirme. Avrupa Birliği, ABD ve Kanada, in: Erol Esen, Damaris Borowsski (Hrsg.), Göç Ülkeleri olarak Almanya ve Türkiye.Türk İşgücü Göçünden 60 yıl sonra Politikalar ve Uygulamalar. Siyasal Kitabevi, Ankara, Türkei 2022, S. 101–114, ISBN 978-625-7424-67-7
- Globale Migration und Migrationsbewegungen-Ein kurzer vergleichender Überblick: Europäische Union, USA und Kanada, in: Esen, Erol/Browskki, Damaris (Hrsg.). Deutschland und die Türkei als Migrationsländer. Politik und Praxis 60 Jahre nach türkischer Migration. S. 127 - 144, Peter Lang Verlag, Berlin 2022, ISBN 978-3-631-87564-3
- Mehrsprachigkeit als Schlüssel zur Teilhabe und Chancengleichheit. Eine kurze Analyse des Nationales Integrationsplans 2005, in: Demirel, Molla (Hrsgb.) Die Bedeutung multikultureller und mehrsprachiger Bildung in der Migrationsgesellschaft. Eine Sammelband mit Perspektiven und fachlichen Einblicken aus Wissenschaft,Politik,Bildung und Kultur.  S. 86–109, Free Pen Verlag, Bonn 2025, ISBN 978-3-910806-04-7

Als Herausgeber
- mit E. Weissweiler, H. Jeppesen: Nationalität: Schriftsteller – Zugewanderte Autoren in NRW. Mit-Hrsg. und Mitautor. Free Pen-Verlag, Bonn 2002, ISBN 3-933672-12-0.
- Zugezogen… Tannenbuscher Gesichter. Fotografien von Jürgen Eis, Texte von Hidir Çelik. Free Pen Verlag, Bonn 2011, ISBN 978-3-938114-61-2.
- Mehrsprachigkeit. Aspekte und Standpunkte. Free Pen Verlag, Bonn 1999, ISBN 3-933672-01-5.
- Integration von Flüchtlingen in den Kommunen – Eine Herausforderung für Politik und Gesellschaft, Handbuch für die Praxis in der kommunalen Flüchtlingsarbeit. Free Pen-Verlag, Bonn 2016, ISBN 978-3-945177-40-2.
- Handbuch zur interkulturellen Arbeit. Aspekte, Erfahrungen, Perspektiven. Free Pen-Verlag, Bonn 2011, ISBN 978-3-938114-60-5.
- Wir miteinander, Neue Impulse im christlich-islamischen Dialog. Fotografien von Ulrich Püschmann, mit Texten von Hıdır Çelik und Pfarrer Dirk Voos (Theologische Begleitung), Free Pen Verlag, Bonn 2018, ISBN 978-3-945177-65-5.
- 60 Jahre Arbeitsmigration aus der Türkei in die Bundesrepublik Deutschland: Erfahrungen - Aspekte - Perspektiven. Free Pen Verlag, Bonn 2021, ISBN 978-3-945177-91-4.